# Гулян, Артак Беникович
Артак Беникович Гулян (арм. Արտակ Բենիկի Ղուլյան; 28 декабря 1958, Гюлистан, Шаумяновский район — 16 апреля 2025, Ереван) — советский и армянский архитектор и дизайнер.
Заслуженный архитектор Республики Армения (2013), лауреат Государственной премии Республики Армения (2013, за проект Библиотеки рукописей Ваче и Тамар Манукян в Эчмиадзине).

## Биография
Родился 28 декабря 1958 года в селе Гюлистан Шаумяновского района Азербайджанской ССР в учительской семье.
В 1976 году окончил местную среднюю школу с золотой медалью. В 1976—1981 годах учился на архитектурном факультете Ереванского политехнического института (ныне Ереванский государственный университет архитектуры и строительства). С 1981 по 1988 год работал ассистентом на архитектурном факультете этого же вуза. С 1988 по 1991 год работал в Институте искусств Национальной академии наук Армении на архитектурном факультете. Одновременно с 1988 по 2010 год работал преподавателем на архитектурном факультете Ереванского государственного университета архитектуры и строительства.
В период с 1991 по 1994 год Артак Гулян работал начальником отдела средневековых памятников Управления охраны памятников Республики Армения. В 1994 году стал научным сотрудником Художественного института Национальной академии наук Армении. В 1999 году защитил диссертацию на тему «Меликские здания Арцаха и Сюника», получив степень кандидата архитектурных наук. В 2002 году Гулян стал доцентом и в 2006 году получил степень доктора архитектуры в Университете архитектуры и строительства. В 2014 году по решению московского филиала Международной академии архитектуры Артак Гулян был избран членом академии со званием профессора.
Был женат на Асмик Степанян, выпускнице Ереванского государственного университета языков и социальных наук, у них двое детей.
Умер 16 апреля 2025 года в возрасте 66 лет.

## Работы

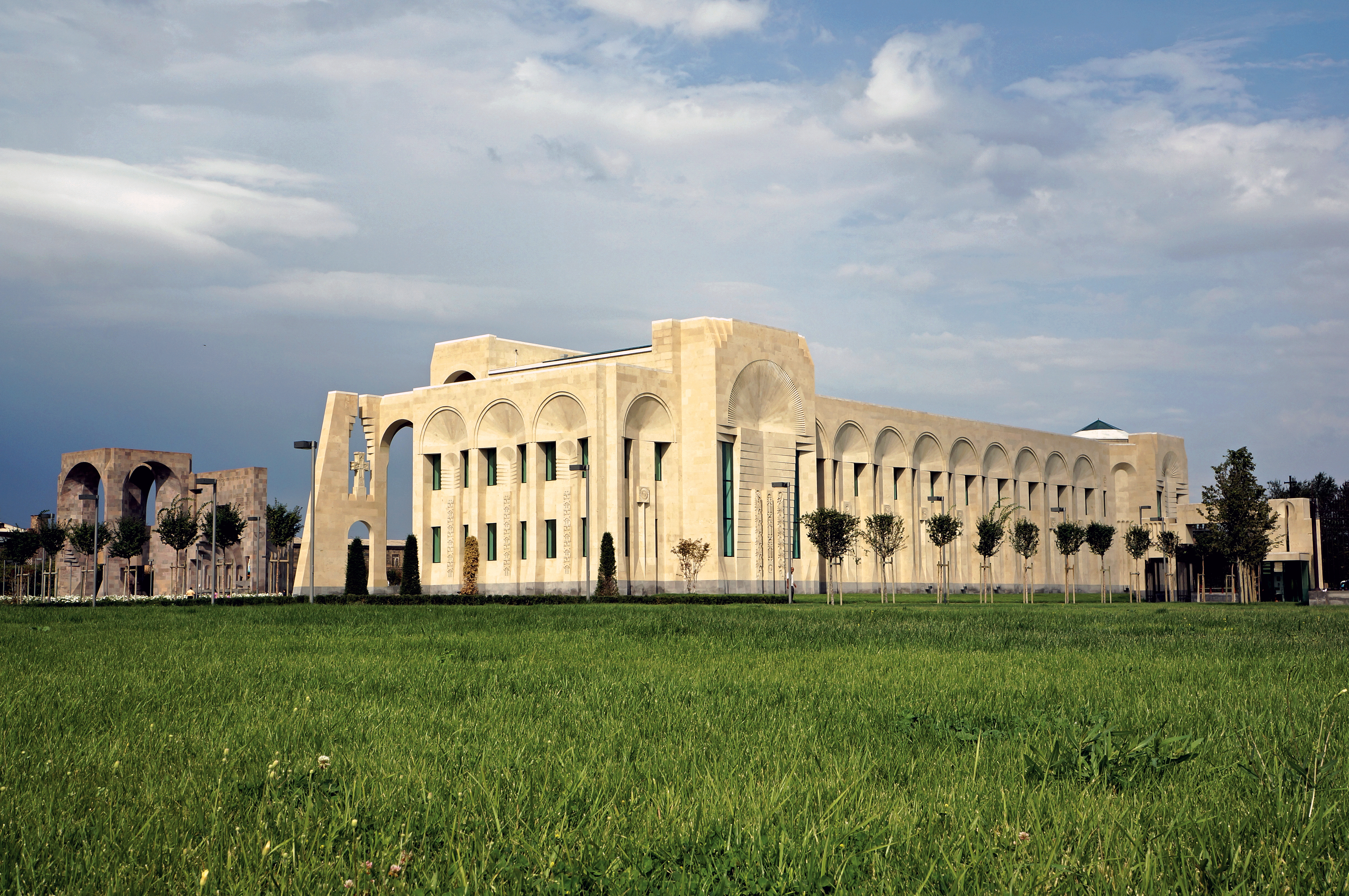
Ваче и Тамар Манукян Матенадаран

Гулян является автором многих гражданских зданий и памятников, но его известность в основном основана на выдающихся проектах новых армянских апостольских церквей. В числе его трудов:
- Армянский храмовый комплекс в Москве,
- Церковь Святого Иоанна Крестителя в Абовяне,
- Церковь Святого Иоанна Богослова в Арташате,
- Церковь Святого Иоанна Крестителя в Берде,
- Церковь Святого Архангела в Севане,
- Церковь Святого Аменапркича в Нор-Ачине,
- Церковь Святых мучеников в Ереване,
- Церковь Святого Карапета в Иордании.

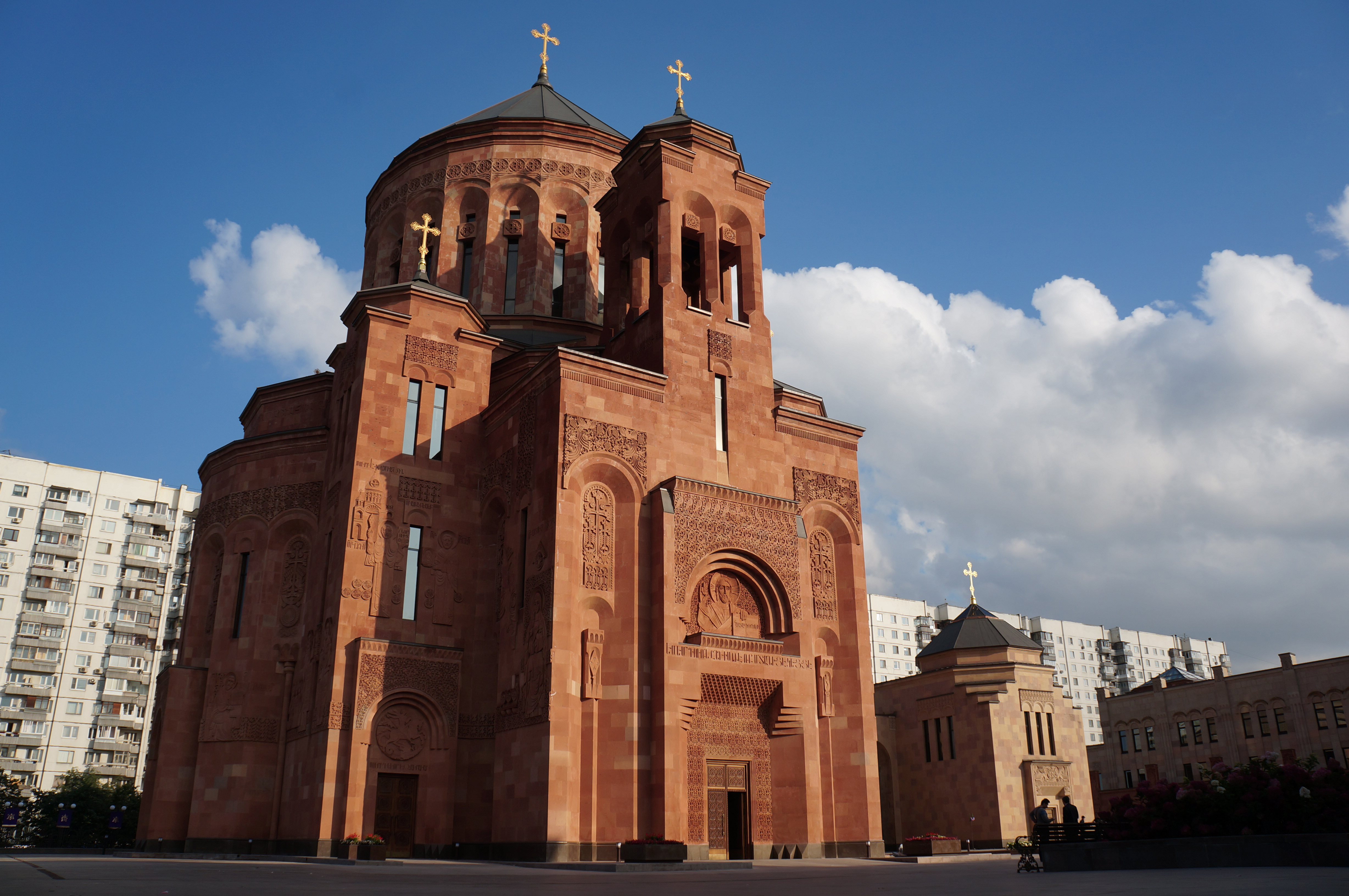
Москва
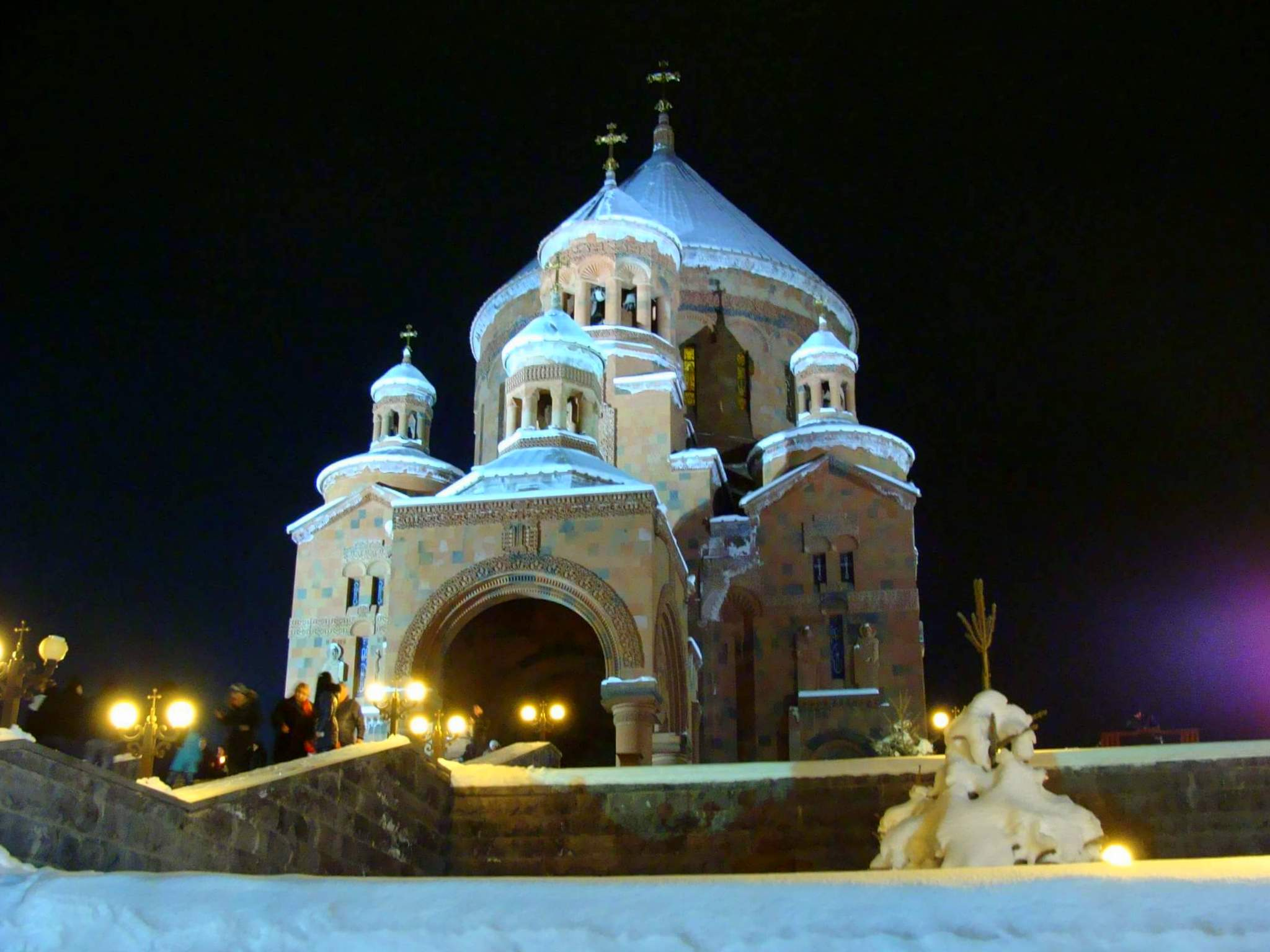
Абовян
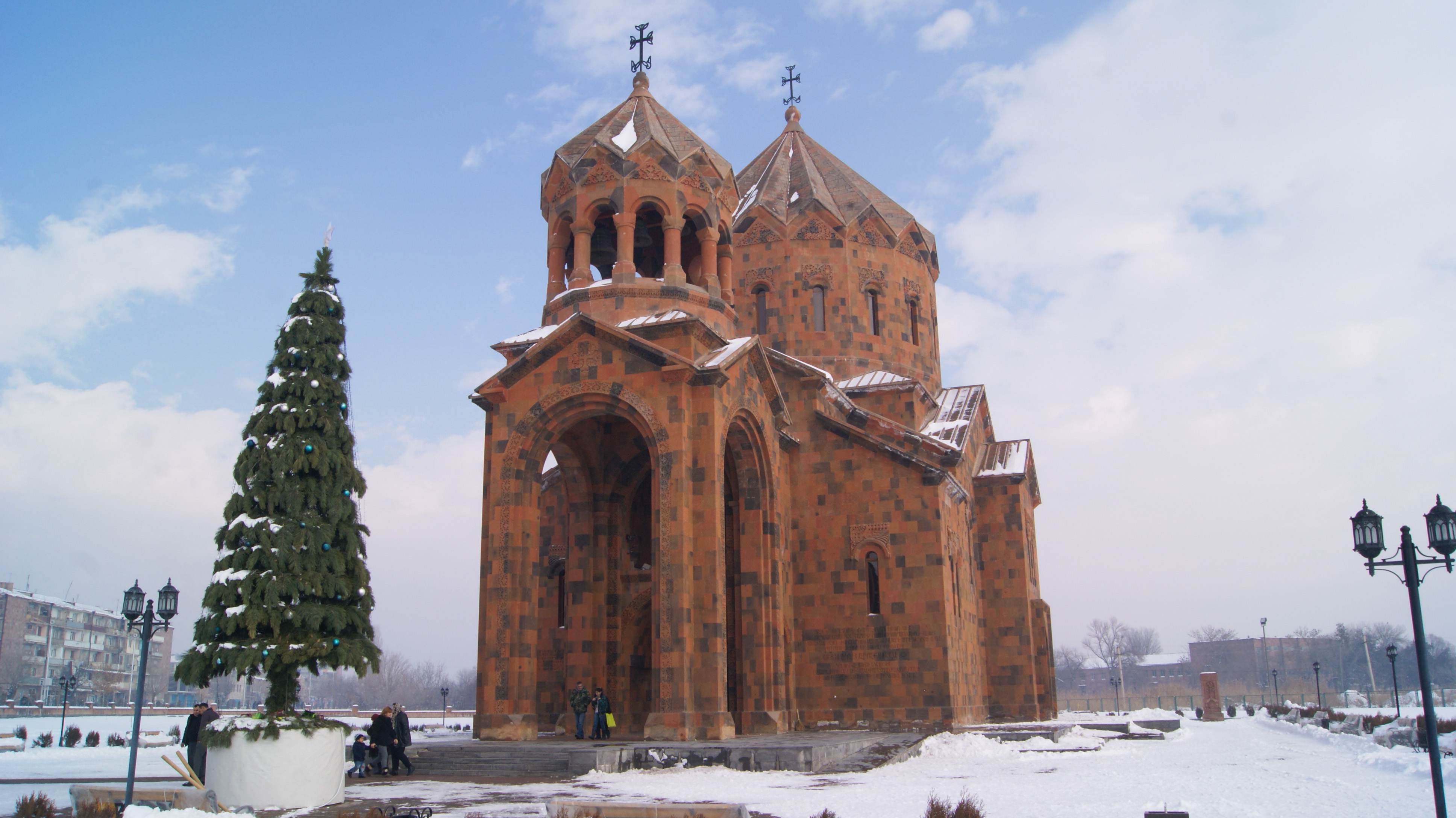
Арташат
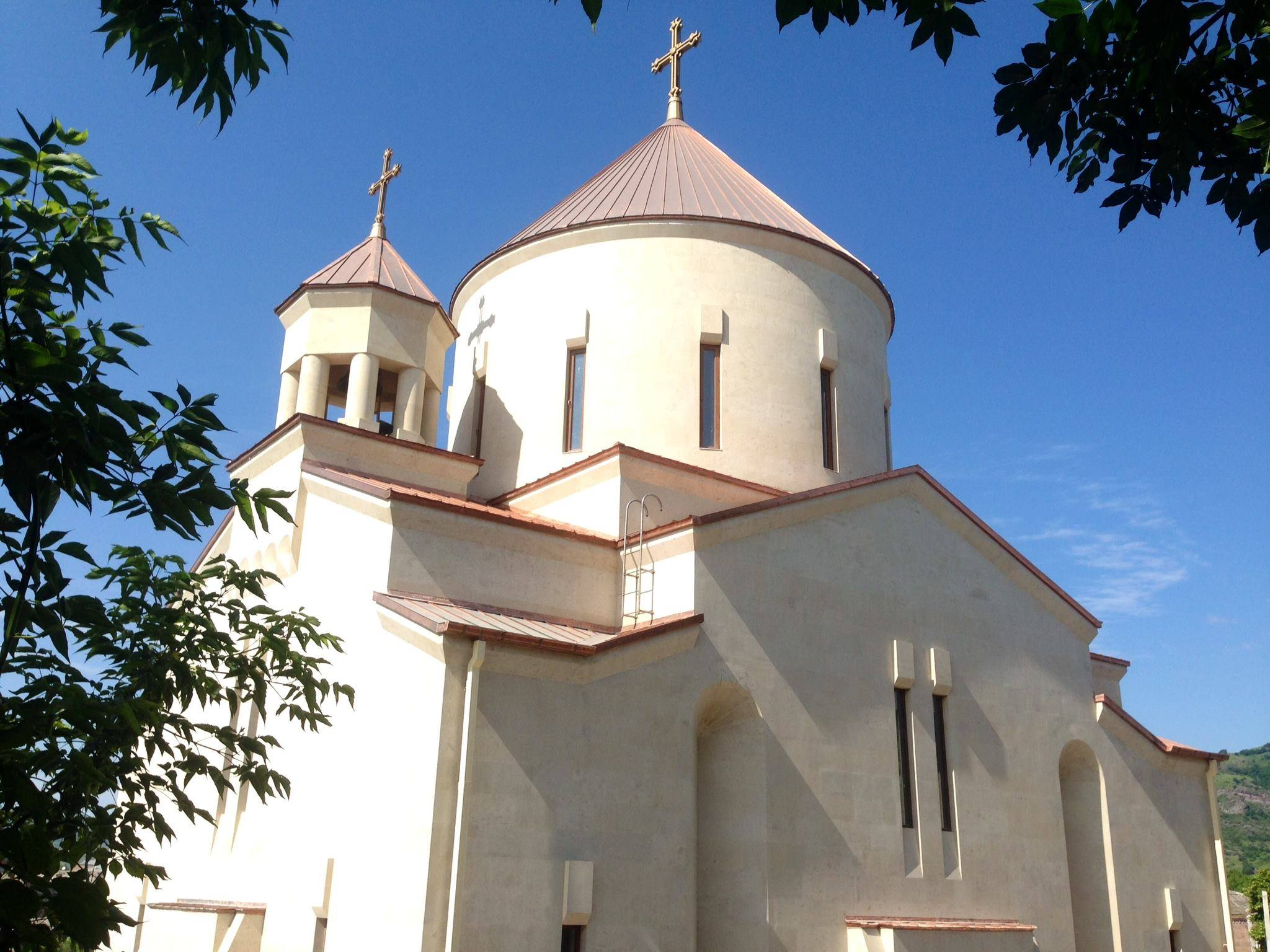
Берд
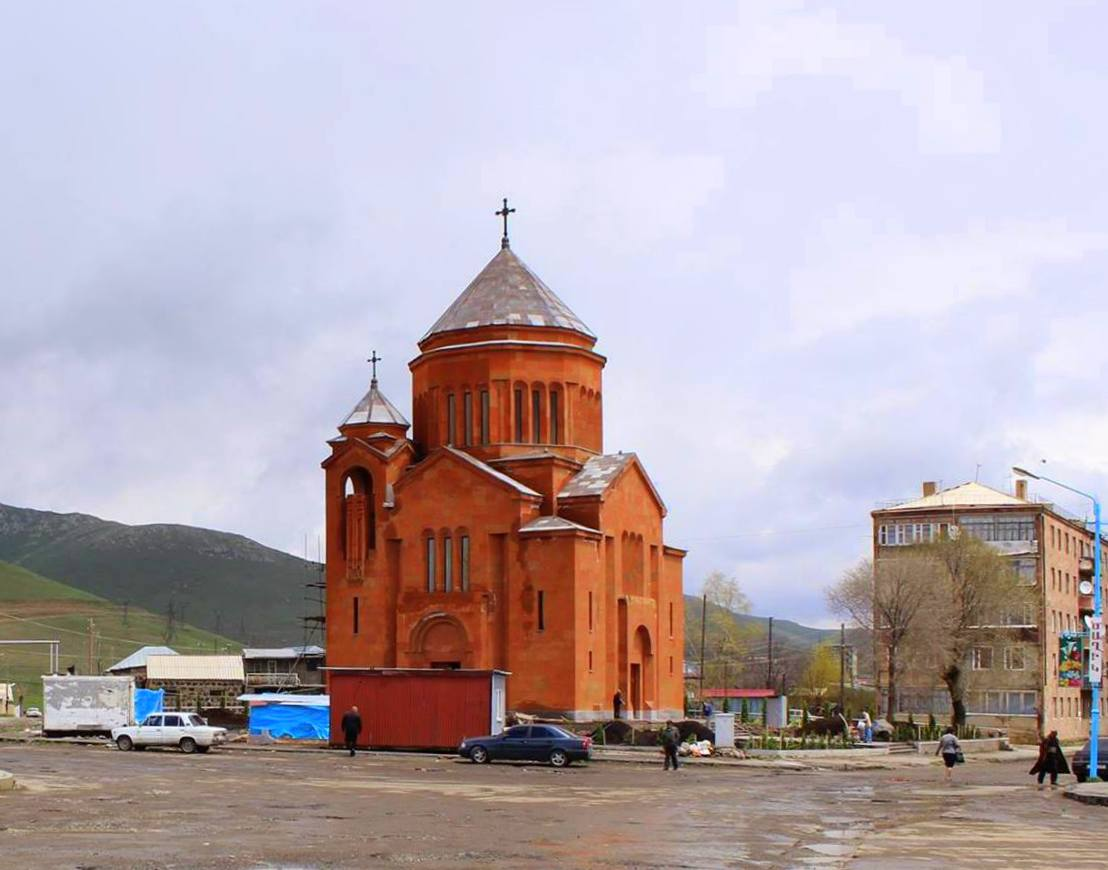
Севан